# Christy Opara-Thompson
Christy Opara-Thompson is een atleet uit Nigeria.
Opara nam in 1992 deel aan de Olympische Zomerspelen van Barcelona op het onderdeel 100 meter sprint, waar ze een bronzen medaille haalde. Ook nam ze deel aan de 4x100 meter estafette.
In 1996 nam ze deel aan de Olympische Zomerspelen in Atlanta op de 4x100 meter estafette.
In 1994 nam Opara deel aan de Commonwealth Games, waar ze een gouden medaille haalde op de 4x100 meter estafette.
- World Athletics: 14318310